# جسر شمبات
جسر شمبات هو جسر يقع فوق نهر النيل بمنطقة مقرن النيلين بالسودان ويربط بين مدينتي أم درمان والخرطوم بحري وذلك لتسهيل حركة المرور بين المدينتين والحد من الإختناق المروري في مدن العاصمة المثلثة السودانية .

## المواصفات
الجسر مبني من الخرسانة المسلحة والفولاذ ويبلغ طوله 1050 متر (3.444,88 قدم) وعرضه 23.6 متر (77,427) ، يقف على ثمانية دعامات خرسانية في شكل حرف (T) اللاتيني وكمرات الحديد الصلب مغمورة في المياه تحت الهواء المضغوط، وركبت فوقها 8 أرصفة عليها 4 مسارات للمركبات وممرين للمشاة.

## التاريخ
طرحت حكومة السودان إبان عهد الرئيس إبراهيم عبود (1958- 1964) مشروع تشييد الجسر في مناقصة دولية، تنافست فيها اكثر من ثلاث شركات عالمية إحداها شركة ريتشي الايطالية ، التي فازت بالعطاء وتم وضع حجر الأساس في عام 1962 من قبل الفريق إبراهيم عبود رئيس المجلس الأعلى للقوات المسلحة بالسودان آنذاك، وجرت مراسم الافتتاح الرسمي في عام 1966.

## التسمية
اشتق اسم الجسر من حي شمبات بالخرطوم بحري الذي ينتهي إليه الجزء الأكبر من امتداد الجسر من الجهة الغربية.

## اعمال صيانة وترميم

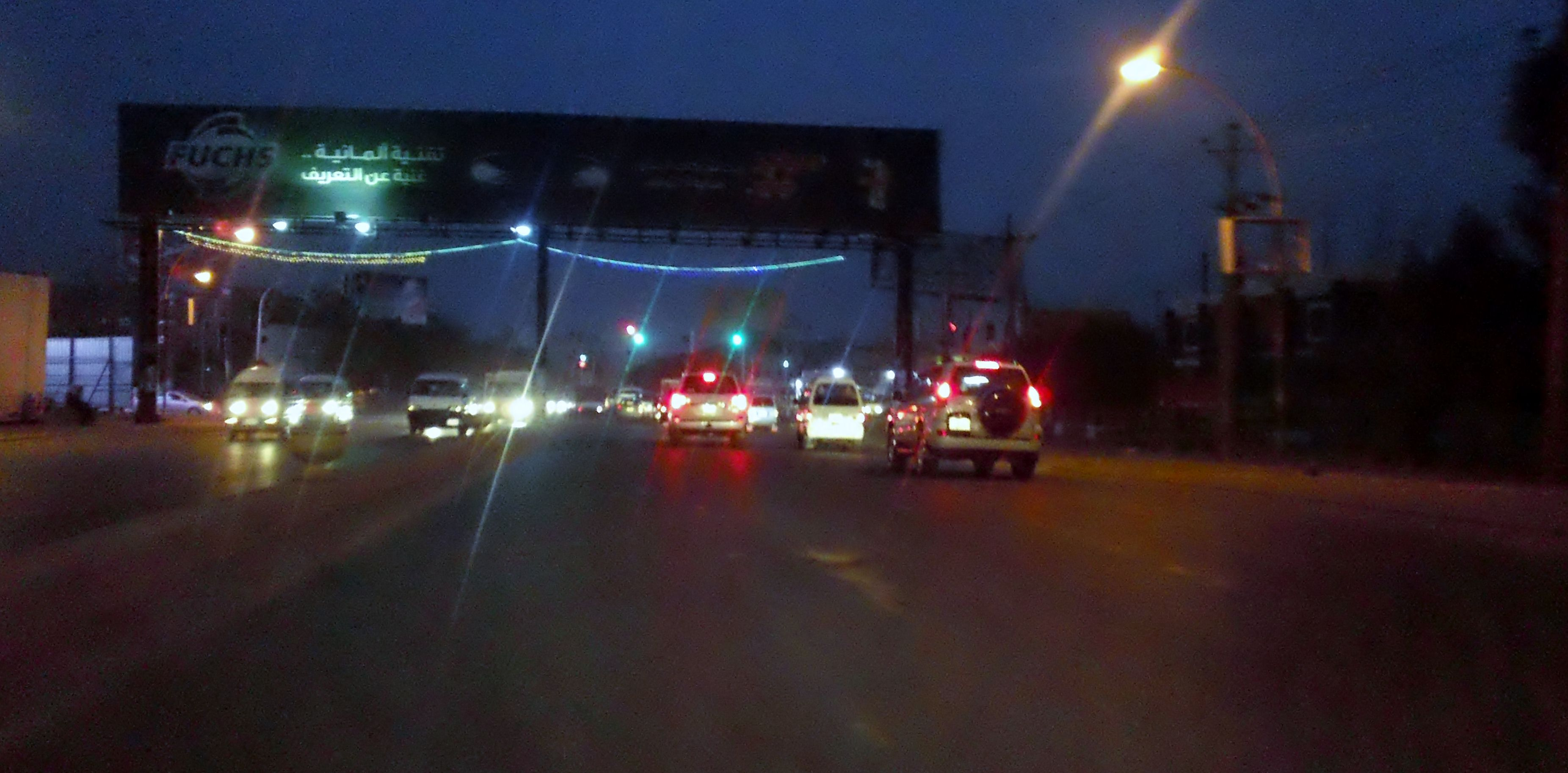
جسر شمبات ليلاً قبل تدميره

سبق وأن أجريت عدة اختبارات للجسر كشفت عن وجود تصدعات في حوالي 17 من الأعمدة الخرصانية اثنان من جهة أم درمان وخمسة عشر من جهة الخرطوم بحري، وذلك لغياب الصيانة الدورية لمدة طويلة، استدعت هذه التصدعات اجراء عمليات ترميم عاجلة تم نكليف شركة صينية للقيام بها وهي الشركة المنفذة لمشروع جسر المنشية بالخرطوم و جسر مروي بولاية نهر النيل وجزءاً من كبري النيل الأبيض الجديد، بالخرطوم. وقد شملت اعمال الصيانة والترميمات الحواجز الجانبية للجسر و الدرابزين الذي يفصل الكبري إلى قسمين بهدف تضييق المساحة المتاحة لحركة المرور، وبالتالي إجبار السائقين على خفض سرعة السيارات، الأمر الذي من شأنه تقليل نسبة حوادث المرور داخل الجسر فضلاً عن تخفيف الحمولة عليه الناجمة عن السرعة العالية وتقليل إحتمال حدوث أية تصدعات في الأعمدة الخرسانية مستقبلا.

## تدمير الجسر
برزت أهمية الجسر عسكرياً وأمنياً خلال الحرب التي اشتعلث بين الجيش السوداني وقوات الدعم السريع في 15 أبريل / نيسان 2023 باعتباره حلقة وصل رئيسية بين مدينتي أم درمان والخرطوم بحري، وقد سيطرت عليه قوات الدعم السريع من الجهتين في الأيام الأولي للحرب، بعد استيلائها على أغلبية المواقع العسكرية في الخرطوم بحري، بالإضافة إلى مباني الإذاعة والتلفزيون القريبة من الجسر من جهة أم درمان. واستخدمته في نقل الياتها الحربية وجنودها القادمين من غرب السودان لكل المواقع التي بيدها في مدن الخرطوم الثلاث، كما أنها تمكنت من من خلال الجسر ذاته احباط هجمات الجيش عدة مرات وحالت دون تقدمه من أم درمان القديمة نحو الخرطوم بحري.
وفي 11 سبتمبر / أيلول 2023 تعرض جزء من الجسر إلى عملية تدمير جعلته خارج الخدمة وذلك باستهداف جزء من النظام الإنشائي الواقع بين دعامتين من الدعامات، مما أدى إلى انهيار كامل في وسط الجسر ولم تتعرض الدعامات الأخرى للانهيار أوالاصابة. ويبلغ طول الجزء الذي يحتاج اعادة تأهيل حوالي 170 متر (557,74 قدم).
تبادل الجيش وقوات الدعم السريع الإتهامات بتنفيذ عملية التدمير، حيث نسب متحدث باسم الجيش في بيان مقتضب، العملية إلى قوات الدعم السريع لتعطيل تقدم الجيش في محور أم درمان، واعتبر الخطوة "جريمة" وفي المقابل نفى متحدث باسم قوات الدعم السريع الضلوع في تدمير الجسر، واتهم الجيش ومن سماهم "فلول المؤتمر الوطني" بالمسؤولية وقال في بيان إن "مؤيدي النظام المعزول ظلوا يطالبون قائد الجيش بتدمير جسر شمبات، وإنه لبى مطالبهم "، ووصف المتحدث العملية "بجريمة حرب".